# Jean Vanier (homme politique)
Ne doit pas être confondu avec Jean Vanier.
Pour les personnes ayant le même patronyme, voir Vanier.
Jean Vanier (né à Fagnières dans la Marne le 9 décembre 1916 et mort à Saint-Martin-d'Uriage le 8 janvier 2002) est un chef de personnel d'entreprise et un homme politique français.

## Député de l'Isère
Il est élu député de l'Isère le 30 novembre 1958 en tant que membre de l'Union pour la nouvelle République. Son mandat dure jusqu'au 9 octobre 1962.
Il est à nouveau élu député de l'UNR-UDT le 25 novembre 1962 et son mandat se prolonge jusqu'au 2 avril 1967

## Annexe